# Bertaucourt-Epourdon

Bertaucourt-Epourdon este o comună în departamentul Aisne din nordul Franței. În 1 ianuarie 2022 avea o populație de 586 de locuitori.